# Marek Saganowski
Marek Mirosław Saganowski (pron. /ˈmarɛk sagaˈnɔfski/), né le 31 octobre 1978 à Łódź, est un footballeur international polonais au poste d'attaquant.

## Carrière

### En club
Dès l'âge de 17 ans, Marek Saganowski est considéré comme un grand espoir du football polonais. À 18 ans, il rejoint le Feyenoord Rotterdam. Mais Marek ne s'acclimate pas aux Pays-Bas, et n'est pas souvent titularisé. L'année suivante, il est donc prêté à Hambourg (Allemagne), mais n'arrive pas non plus à démontrer toute l'étendue de son talent.
En 1997, Saganowski revient donc à la case départ, et espère se relancer à Łódź, son club formateur. Comme lors de ses débuts, le Polonais effectue de bonnes saisons, et est logiquement transféré vers un nouveau club.
Cette fois-ci, il décide de rester au pays, et de grimper de rang en signant au Legia Varsovie. Devenu un joueur de classe internationale, et avec de nombreuses sélections (14 exactement) à son palmarès, il retente l'expérience de l'exil, et rejoint en 2005, et pour 750 000 €, le Portugal et le Vitoria Guimarães.
Malgré 12 buts en 32 rencontres (ce qui en fait le septième buteur du championnat), Saganowski chosit de quitter le club, à la suite de la relégation de celui-ci. Il part donc pour la France et Troyes. Mais encore une fois, il ne s'impose pas, et est de nouveau contraint à changer d'équipe.
Le 30 janvier 2007, il est prêté au club de seconde division anglaise de Southampton, à la suite de conflits avec l'entraineur de l'époque, Jean-Marc Furlan.
Après une excellente deuxième partie de saison (10 buts en 13 matches), où il permet à son club de se sauver, le prêt de Saganowski devient définitif (pour 1 000 000€). Le 28 juin 2007, il signe un nouveau contrat de trois ans avec les Saints. De nouveau en difficulté, Southampton s'en remet à lui pour se sauver. En effet, le Polonais inscrira un but décisif lors de la dernière journée du championnat face à Sheffield United.
Le 7 août 2008, Saganowski est prêté avec option d'achat au AaB Ålborg, club danois. Il joue notamment la Ligue des champions.
Le 1er janvier 2009, il fait son retour à Southampton et s'avère efficace en inscrivant 6 buts lors de ses 7 premiers matchs depuis son retour de prêt. Il déclare par la suite se sentir très bien dans le club et souhaite y terminer sa carrière.
En janvier 2010, il est transféré au club grec d'Atromitos FC avec un contrat de deux ans et demi.

### En sélection
Marek Saganowski fait ses grands débuts en sélection à 18 ans. Le 1er mai 1996, il rentre à la 69e minute de jeu à la place de Andrzej Juskowiak. Face à la Biélorussie, la Pologne obtient le match nul 1-1. 
Son premier but intervient quant à lui presque dix ans plus tard (le 26 mars 2005), contre l'Azerbaïdjan. Saganowski inscrit même un doublé, et participe à la grosse victoire de son équipe 8-0.
Le sélectionneur de l'Équipe de Pologne, Leo Beenhakker, le retient parmi l'effectif de vingt-trois joueurs appelé à participer à l'Euro 2008.
Le 1er avril 2009, Saganowski inscrit un but face à Saint-Marin, contribuant ainsi à la plus large victoire de l'histoire de l'équipe de Pologne (10-0).

### Palmarès
- Champion de Pologne : 1998,  2013, 2014 et 2016
- Vainqueur de la Coupe de Pologne : 2013 et 2015